# جيه. سوليفان
جيه. سوليفان (بالإنجليزية: J. Courtney Sullivan)‏ (و. 1981  م) هي صحفية، ومؤلفة، وروائية، وكاتِبة أمريكية، ولدت في بوسطن.

## التعليم
تعلمت في كلية سميث.

## وصلات خارجية
- جيه. سوليفان على موقع IMDb (الإنجليزية)
- جيه. سوليفان في قاعدة بيانات الأفلام على الإنترنت